# Estación de Cantoblanco Universidad
Cantoblanco-Universidad es una estación de ferrocarril situada en el municipio español de Madrid, concretamente en la zona de Cantoblanco. Las instalaciones ferroviarias, inauguradas en 1975, forman parte la línea C-4 de Cercanías Madrid y sirven principalmente al campus universitario de Cantoblanco de la Universidad Autónoma de Madrid.
La estación se encuentra en la zona tarifaria B1 del Consorcio Regional de Transportes de Madrid, a pesar de estar situada dentro del término municipal de Madrid (distrito de Fuencarral-El Pardo), aunque con el Abono Joven de Transporte de la Comunidad de Madrid la tarifa no sube de precio para los estudiantes.

## Situación ferroviaria
La estación, situada a 735,38 metros de altitud, forma parte de las siguientes líneas férreas:
- Línea férrea de ancho ibérico Madrid-Burgos, punto kilométrico 8,416.[1]
- Línea férrea de ancho ibérico Cantoblanco-Alcobendas, punto kilométrico 1,185.[1]

## Historia
En un primer momento servía para comunicar la Universidad Autónoma de Madrid con el centro de la capital, pero posteriormente se amplió la línea para dar servicio a Tres Cantos, Colmenar Viejo, Alcobendas y San Sebastián de los Reyes.
Cuando se creó el campus de Cantoblanco —la Universidad Autónoma había sido fundada en 1968—, la estación entonces más cercana era el apeadero de Valdelatas, perteneciente a la línea Madrid-Burgos. En 1975, con el desarrollo de las redes de Cercanías Renfe, en el núcleo de Madrid se construyó una variante en dicha línea que acercase el ferrocarril al campus universitario de Cantoblanco, la cual entraría en servicio en diciembre de 1975. Así, esa variante se integró en la línea C-1, que en 1991 se amplió a Tres Cantos, después de que en 1991 se hubiese conectado por el norte el primitivo ramal con la línea Madrid-Burgos. En 1996, tras la reorganización de la red que siguió a la reapertura del Pasillo Verde al servicio de viajeros, se amplió el servicio en la estación con la línea C-7b.
A finales de la década de 1990 se empezó a construir un ramal a partir de esta estación hacia los municipios de Alcobendas y San Sebastián de los Reyes —la línea Cantoblanco-Alcobendas—, que sería abierto al público en 2001. Esto conllevó una nueva reorganización del servicio. Así, la línea C-1 desde Cantoblanco al norte toma el ramal nuevo, la línea C-7b se dirige hacia Tres Cantos (Colmenar Viejo a partir de 2002) y la línea C-10 amplía su servicio de lunes a viernes laborables hasta Tres Cantos. En verano de 2004 las vías y el intercambiador de andenes fueron remodelados por su pésimo estado. Durante el período de obras se colocó un andamio de hierro para que los viajeros pudiesen cambiar de andén.
Desde enero de 2005, con la extinción de la antigua RENFE, el ente Adif pasó a ser el titular de las instalaciones ferroviarias.
A partir de julio de 2008, con la apertura del segundo túnel ferroviario entre las estaciones de Atocha-Cercanías y Chamartín, las tres líneas que pasaban por aquí dejaron de hacerlo, y en su lugar la estación pasa a formar parte de la línea C-4, que hacia el norte se divide en dos ramales.

## Accesos
- Cantoblanco Universidad C/ Freud, 5.

## Líneas y conexiones

### Cercanías
| procedencia/destino                   | < estación                         | Línea | Línea | estación > | destino/procedencia |
| ------------------------------------- | ---------------------------------- | ----- | ----- | ---------- | ------------------- |
| Alcobendas-San Sebastián de los Reyes | Universidad Pontificia de Comillas |       |       | Fuencarral | Parla               |
| Colmenar Viejo                        | El Goloso                          |       |       | Fuencarral | Parla               |

Aquí, la línea C-4 se bifurca en dos ramales: uno hacia Alcobendas-San Sebastián de los Reyes y otro hacia Colmenar Viejo.

### Autobuses
4 líneas de autobuses comunican la estación de Cantoblanco, únicamente entre semana.
| Línea | Destino(s)                                                              | Operador       |
| ----- | ----------------------------------------------------------------------- | -------------- |
| 714   | Madrid (Plaza de Castilla) Universidad Autónoma Universidad de Comillas | ALSA           |
| 827   | Alcobendas - Madrid (Canillejas) Tres Cantos                            | Empresa Montes |
| 827A  | San Sebastián de los Reyes Universidad Autónoma                         | Empresa Montes |
| 828   | Madrid (Canillejas) Universidad Autónoma                                | Empresa Montes |

Además, existe una línea operada con un microbús eléctrico y autónomo, que realiza un recorrido circular por la Universidad Autónoma.